# 阪急バス宝塚営業所
阪急バス宝塚営業所（はんきゅうバスたからづかえいぎょうしょ）は、兵庫県宝塚市安倉北にある阪急バスの営業所。
最寄りの停留所は「宝塚営業所前」。

## 概要
宝塚インターチェンジ付近の現在地の営業所は1985年2月19日に開設されたもので、それまでは宝塚駅に近い同市栄町にあった。
宝塚市内の鉄道各駅と住宅地を結ぶ複雑な路線網を有しているため、系統数は兵庫県内の阪急バス営業所では屈指の多さではあるが、現在の管轄路線は宝塚市内でほぼ完結している。ただしかつては隣接する西宮市や伊丹市、川西市のほか、大阪府池田市や豊中市まで乗り入れる系統もあった。
宝塚駅のほかに同市内の逆瀬川駅や中山観音駅など市南部・東部の駅を発着する路線が多い。なお、2021年3月31日をもって市北部の西谷地区を管轄する西谷出張所が廃止となり、当営業所に統合された。これと同時に、宝塚駅から西谷地区を結ぶ路線が廃止となった。また、管轄区域には宝塚駅から安倉地区にかけて阪神バスと並行する区間もある。

## 現行路線
運賃は長尾山霊園線を除き大人2４0円・小児120円の均一運賃である。

### 宝塚市内線
宝塚市南部の各地を巡回する路線。基本的には阪急逆瀬川駅を拠点としている。
従来の「甲山線」・「逆瀬台線」・「光が丘線」・「中山台線」を統合した。なお、運賃区域としては「宝塚すみれガ丘線」・「宝塚山手中山台線」も「宝塚市内線」の一部とされているが、ここでは別として取り扱う。

#### 逆瀬台系統
逆瀬川駅西口から県道16号明石神戸宝塚線を走行し、逆瀬台の住宅地や兵庫県立宝塚高校への通学輸送を担う系統。系統番号は、1986年4月21日の改正より付番された。
阪急逆瀬川駅では4のりばから発車。
- 101系統：阪急逆瀬川駅 - 逆瀬川団地前 - 逆瀬台一丁目 - 逆瀬台センター（県立宝塚高校前）
  - 終日に渡って本数が多く、ベースとなる系統。
  - 日中は1時間あたり3往復、20分間隔での運行。
- 直行：逆瀬台センター（県立宝塚高校前） → （無停車） → 阪急逆瀬川駅
  - 平日夕方の駅行きのみ、2本の設定。

#### 宝塚西高校系統
宝塚西高校への通学の他、エデンの園へのアクセスも担う。
1986年12月20日の改正で武庫川線の甲東園 - 阪急逆瀬川 - 逆瀬川団地前を直通する35系統が廃止された際に、当時101・102・103・105系統の阪急逆瀬川発の便が逆瀬川団地前に停車していなかったため、106系統とともに代替として104系統が設定された。当時103系統として設定されていたエデンの園行きの一部を逆瀬川団地前経由とした便であり、その後1989年10月1日の改正により逆瀬川団地前に阪急逆瀬川発の便が全て停車するようになってからは、103系統を宝塚西高校行き、104系統をエデンの園行きとした。
西山団地 - 宝塚西高校前間にあるアヴェルデ前停留所は、設置スペースの都合上、逆瀬川駅方面のみ停車する。
阪急逆瀬川駅では平日朝時間帯のみ5のりば・それ以外の時間帯は3のりばから発車。
- 102系統：阪急逆瀬川駅 → 逆瀬川団地前 → 逆瀬台一丁目 → 宝塚西高校前 → 逆瀬台一丁目 → 逆瀬台センター（県立宝塚高校前）
  - 101・103系統を一まとめにした経路となっており、逆瀬台センターにも乗り入れる。
  - 1986年4月21日の改正より設定され、当初は深夜の逆瀬台センター行き1本のみだった。2000年12月29日の改正より昼間時以降にも拡大され、阪急逆瀬川行きも休日ダイヤ限定で運行されたが、2013年5月の改正時に廃止され、以降は再び逆瀬台センター行きのみの運行となっている。2022年4月30日の改正からは、19時以降のみの運行に削減された。
  - 逆瀬川駅23時台発の平日2本・土休日1本は、通常の2倍の運賃が必要になる深夜バスとして運行される。
- 103系統：阪急逆瀬川駅 - 逆瀬川団地前 - 逆瀬台一丁目 - 宝塚西高校前
  - 104系統の区間便とも言える系統で、主に平日朝夕ラッシュ時に運行。土休日の朝〜夕方にも、ほぼ1時間に1本の間隔で運行される。
- 104系統：阪急逆瀬川駅 - 逆瀬川団地前 - 逆瀬台一丁目 - 宝塚西高校前 - エデンの園
  - 平日朝夕以外の時間帯はこの系統がメインとなっている。
  - 平日日中は1時間に3本、20分間隔での運行。朝夕は1時間に1本のみとなる。
  - 土休日日中は1時間に2本となる。103系統と合わせて20分間隔となるため、エデンの園方面は日中でも一部40分間隔となる。
- 直行：宝塚西高校前 → （無停車） → 阪急逆瀬川駅
  - 平日夕方の駅行きのみ、4本の設定。

#### 光が丘北系統
逆瀬川駅から西部郊外の光ガ丘地区へと向かう路線で、1979年12月27日より運行されている。光ガ丘地区は六甲山系の東部にそびえる岩倉山の東側にあり、経路上では終始勾配が続く。なお「光が丘」の表記は路線名は「が」、地域名は「ガ」と異なる。
運行開始当初は、宝塚市が買い上げた専用の小型車が運行に当たっていた。その後、乗客数の増加や道路整備の進捗など走行環境の変化に伴い、現在は中型車が使用されている。
崖下を走行する甲山・逆瀬台系統に比べ、運行本数はかなり少ない。また、開設当初は阪急逆瀬川ではなく、現在の宝塚営業所付近にあった「泉町東」を発着地としていた。
なお、終点である光が丘北停留所は道路が狭隘で折り返しスペースがないため、循環路線に近い運行となっている。
172系統の往路と173系統は、阪急逆瀬川駅 - 桜道入口間を逆瀬川団地前経由で運行しているが、同区間の速達性向上のため、途中停留所は全て通過する。
阪急逆瀬川駅では1のりばから発車。
- 171系統：阪急逆瀬川駅 - 野上三丁目 - 桜道入口 - 光が丘北
  - 終日に渡って運行されている、光が丘北系統のメイン系統。
  - 日中は概ね40分間隔で運行。
  - 夕方の一部便は、光が丘北からの復路を173系統に変更して逆瀬川駅に戻る。また、早朝時間帯には復路のみの区間便が設定されている。
- 172系統：阪急逆瀬川駅 → 桜道入口 → 光が丘北 → 桜道入口 → 野上三丁目 → 阪急逆瀬川駅
  - 夕方に運行されている往路171系統 → 復路173系統の逆回り系統。土休日の朝2本のみ運行。
- 173系統：阪急逆瀬川駅 - 桜道入口 - 光が丘北
  - 往復ともに野上三丁目を経由しない速達系統。
  - 朝ラッシュ時に往復便が毎日4本運行される他、往路のみの便が最終の1本に、復路のみの便が平日朝ラッシュ時に3本設定されている。

#### 中野系統
1985年7月1日より運行開始。阪急逆瀬川駅と宝塚安倉団地や伊丹中野団地などを結ぶ系統で、国道176号の安倉中交差点から県道142号米谷昆陽尼崎線を走行する。宝塚市立病院前 - 中野住宅前間は阪神バス宝塚甲子園線も並行している。
車両は80系統の一部を除き、中型車が充てられている。
2022年4月30日の改正時に、中野住宅前 - 総合福祉センター前間をつないだ上で再編し、80系統は中野住宅前経由で宝塚営業所前・安倉北小学校前まで延伸された。83系統は82系統と統合され中野住宅前 → 総合福祉センター前回りの循環系統となった。この時、一部の停留所は尼宝線上にある阪神バスの停留所に移設・併設された。合わせて、阪急バスと阪神バスで別々の場所にあった安倉停留所は、阪神バスの停留所に当路線が停車するのに伴い、阪急バスの停留所を「安倉中三丁目」に改称し、同一路線上での重複を回避した。
阪急逆瀬川駅では後述の山本系統・売布系統・宝塚駅系統とともに7のりばから発車。
- 80系統：阪急逆瀬川駅 - 宝塚市役所前 - 総合福祉センター前 - 中野住宅前 - 安倉中三丁目 - [経路 1]
  - 前述の通り、改正時に総合福祉センター前発着から延伸された同系統のメイン系統。2012年8月1日の改正時に、営業所前停留所の営業所南側[注 7]ののりばが「安倉北小学校前」に改称されたことに伴い、逆瀬川駅発は営業所前が終着、逆瀬川駅行きは安倉北小学校前が始発となっている。
  - ほぼ終日、平日1時間・土休日2時間間隔で運行。
  - 逆瀬川駅 - 市役所前間は、両方向とも市役所通りを経由するため、伊孑志は同通り沿いに乗り場がある逆瀬川駅方面のみ停車する。
  - 金井町は、道路環境の都合上、中野住宅前方面のみ停車する。
  - 1993年3月より、阪急バスで初めてとなるノンステップバスの運行を開始した。
- 83系統：阪急逆瀬川駅 → 宝塚市役所前 → 宝塚市立病院（玄関前） → 安倉中三丁目 → 中野住宅前 → 総合福祉センター前 → 小浜一丁目 → 宝塚市役所前 → 阪急逆瀬川駅
  - 前述の通り、改正時に病院玄関前を経由せずに中野住宅前へ向かう82系統と統合された系統で、毎朝1本のみ運行。
  - 上記のルートのみの片方向循環のため、金井町は通過となるが、伊孑志は両方向とも停車する。

#### 山本系統
1984年5月21日より運行を開始。阪急逆瀬川駅からJR中山寺駅（南口）を経由し阪急山本駅を結ぶ系統と、阪急山本駅から口谷・野里地区を結ぶ系統に大別できるが、運用上は一本の系統として運行されている。
宝塚市立病院の玄関前まで乗り入れる関係から、中型車が充てられている。
かつては病院玄関前まで立ち寄らない系統として、2000年12月29日の改正までは70・71系統が、2022年4月30日の改正までは土休日のみ73系統が運行されていた。
2012年8月1日のダイヤ改正で、宝塚市立病院前（国道上）を通る系統は、宝塚インター前・宝塚市立病院前と後述の空港宝塚線と複合した形で路線再編を行ったが、これらの系統も2022年4月30日の改正で廃止された。
阪急山本駅では2のりばから発車。
- 72系統：阪急山本駅 → 南花屋敷 → 野里 → 阪急山本駅 → 中筋八丁目 → JR中山寺駅（南口） → 宝塚営業所前 → 安倉北小学校前 → 宝塚市立病院（玄関前） → 宝塚市役所前 → 阪急逆瀬川駅
  - 山本 → 野里 → 山本の循環運行は、1992年11月24日の改正より従来の逆瀬川 - 山本系統の便と山本 - 野里系統[注 8]の便を統合・延長する形で開始された。土休日は、山本 → 逆瀬川のみの運行で、循環運行の区間は運休となる。
  - JR中山寺への乗り入れは、2003年4月22日の改正より開始した。
- 77系統：阪急逆瀬川駅 → 宝塚市役所前 → 宝塚市立病院（玄関前） → 宝塚営業所前 → JR中山寺駅（南口） → 中筋八丁目 → 阪急山本駅＜→平日のみ一部便を除き72系統に変更して野里方面へ＞
  - 72系統の逆回り。平日のみ、始発・最終便を除く4本は山本駅到着後72系統に変更して、野里方面へ引き続き運行される。平日始発・最終便と土休日は山本駅止まりとなる。
  - 土休日は日中4本のみ。

#### 売布系統
阪急逆瀬川駅と阪急中山観音駅・JR中山寺駅の間を主に売布東の町を経由して結ぶ。山本系統と同様に宝塚市立病院の玄関前まで乗り入れる関係で、中型車が充てられている。
- 60系統：宝塚営業所前 → 売布東の町 → 阪急中山観音駅（南口）
  - 75系統の営業所以北の区間便で、早朝時間帯に平日5本、土休日3本運行される。
- 74系統：阪急中山観音駅（南口） → 中筋三丁目 → 中筋八丁目 → 宝塚営業所前
  - 1985年6月5日開設。中山と逆瀬川を結ぶ系統のルーツに当たり、当時は泉町 - 売布東の町 - 阪急中山間の都市計画道路が開通していなかった。病院前止まりの区間便も設定されていた。1990年7月19日の改正で売布東の町経由の160系統[注 9]が運行開始となり、現在の営業所前行きのみとなる。
  - 基本的には60系統の逆回りだが、売布東の町経由の同系統に対し、この74系統は中筋三丁目経由となっている。このため、JR中山寺駅・国道中筋・中筋南は経由しない。土休日の朝に1本のみ運行。
- 75系統：阪急逆瀬川駅 - 宝塚市役所前 - 宝塚市立病院（玄関前） - 宝塚営業所前 - 売布東の町 - 阪急中山観音駅（南口） - JR中山寺駅（北口） - 阪急中山観音駅（北口） - 中山台一丁目 - センター前 - 五月台五丁目 
  - 逆瀬川 - 中山間のメインルートで、1985年6月1日より運行を開始した。長らく1日5往復運行されていたが、2022年4月30日改正時にJR中山寺駅（北口）発着便が廃止・統合され、五月台方面が1日3本、逆瀬川方面が4本となった。
- 76系統：阪急逆瀬川駅 - 宝塚市役所前 - [経路 1]
  - 75系統の区間便に相当するが、病院玄関前を経由しない。80系統と同様の理由で、平日夜に2本・土休日夜に1本運行される逆瀬川駅発は営業所前が終着、毎日早朝に2本運行される逆瀬川駅行きは安倉北小学校前が始発となる。
  - 朝の小学校前発のうち、2022年4月30日の改正前までは、兵庫県立宝塚西高校の平日の登校日のみに運行される臨時便が、定期便とは別に1本のみ設定されていた。

#### 宝塚駅系統
かつて空港宝塚線が運行されていた頃、同線の運行のない日中は阪急川西能勢口駅へ向かう宝塚川西線が運行されていたが、2022年4月30日改正でこの系統に振り替えられる形で廃止された。
宝塚駅では0のりばから発車。
- 81系統：宝塚駅 - 宝塚市立病院（玄関前） - 宝塚市役所前 - 阪急逆瀬川駅
  - 平日のみの運行で、逆瀬川駅発着が4往復・逆瀬川駅発1本、病院玄関前発着が3往復・宝塚駅発1本設定されている。
  - 国道176号バイパスの側道沿いにある小浜停留所は、運行経路の都合上のため、病院玄関前方面のみ停車する[注 10]。

#### 清荒神系統
臨時系統。
清荒神への初詣客向けに、毎年1月から2月に運行されている。その他の時期には、「清荒神清澄寺」停留所を起終点とする清荒神線を利用することになる。
1991年1月1日から運行を開始し、当初は宝塚ファミリーランド（駐車場）を起点としていた。ファミリーランドの閉鎖後は宝塚駅発着となっている。
古くは阪神電鉄バス（現在の阪神バス）が清荒神線（宝塚 - 清荒神）として月1日運行していたが、1976年8月26日に廃止されている。
2008年1月運行分からは、清荒神の駐車場内にのりばが設けられた。それ以前は、御殿山四丁目の中国自動車道の高架下にある丁字路にあった。
- 宝塚駅 - 歌劇場前 - （無停車） - 清荒神参道入口[注 11]

### 宝塚すみれガ丘線
宝塚駅の北側にある御殿山・すみれガ丘地区へのアクセス路線。
1990年3月13日より、宝塚南口駅前 - すみれガ丘中央間を走る180系統として運行を開始。当時は宝塚駅には乗り入れなかった。すみれガ丘地区への入居者増加に合わせ、何度か増発・増車が行われてきた。
1991年3月18日の改正ですみれガ丘東まで延伸。1995年4月27日の改正では宝塚駅周辺の再開発が進んだことで、同駅バスターミナルへの乗り入れを開始し、181・182系統を新設して現在の運行形態となった。
- 181系統：阪急宝塚南口駅 → 宝塚駅 → 御殿山二丁目 → すみれガ丘東
  - 前述の通り、同線の開設時から運行された180系統を現在の区間に延伸された形で新設された系統。宝塚駅発着の182系統が主体となった現在は、土休日夜の片道1本のみ運行されている。
- 182系統：宝塚駅 - 御殿山二丁目 - すみれガ丘東
  - 同線の基本系統。日中1時間に4本、朝夕ラッシュ時は大増発され、1日あたりの運行本数が当営業所管内では飛び抜けて多い。ただし土休日ダイヤの内、正月三が日は本数が半減する。
  - 宝塚駅発のうち、土休日の始発便は、阪急の駅南側の宝来橋北詰交差点を経由して歌劇場前へ向かう[注 13][注 14]。
  - 宝塚駅発23時台の平日3本・土休日2本は深夜バス。なお、同線の深夜バス自体は1999年6月28日改正時から運行されている。
- 183系統：すみれガ丘東 → 御殿山二丁目 → 宝塚駅 → 宝塚営業所前
  - 182系統の宝塚駅 - 営業所前間の回送ルートを営業路線化する形で新設された系統。当初は平日のみ4往復が運行され、朝に営業所前行き、昼以降にすみれガ丘行きが運行[注 15]されていたが、2022年4月30日の改正時にすみれガ丘行きが廃止、営業所前行きが8時台の2本のみに減便された。
  - かつてのすみれガ丘東行きは営業所からの出庫便であるが停留所の関係で安倉北小学校前始発となっていた。1月と2月は安倉北小学校前 → 宝塚間を運休（宝塚始発の182系統で運行）していたこともある[5]。

### 宝塚山手中山台線
阪急山本・阪急中山観音・JR中山寺の各駅から駅北側に広がる中山台ニュータウンや宝塚山手台へのアクセス路線。
2017年3月1日改正時に、宝塚山手台線と宝塚市内線の中山台系統を再編し、現在の路線名になった。この再編以降、3駅が山手台・五月台エリアを介して一つの路線で結ばれるようになった。

#### 中山台系統
主に、阪急中山観音駅（北口）とニュータウン内との間を往復する系統。曜日や時間帯により、循環経路が異なる3つの系統が設定されている。
- 50系統：宝塚営業所前 →  売布東の町 → 阪急中山観音駅（南口） → JR中山寺駅（北口） → 阪急中山観音駅（北口） → 中山台一丁目 → センター前 → 五月台三丁目 → 五月台四丁目 → 五月台六丁目 → 五月台五丁目 → 五月台七丁目 → 桜台六丁目 → 桜台四丁目 → 桜台一丁目 → 中山台一丁目 → 阪急中山観音駅（北口） → 売布東の町 → 宝塚営業所前
  - 上記の全区間を通しで運行する便が夕方以降に平日6本・土休日5本、起終点ともに阪急中山観音駅（北口）の便が土休日の午前中に2本運行される。
- 65系統：阪急中山観音駅（北口） → 中山台一丁目 → 桜台一丁目 → 桜台四丁目 → 桜台六丁目 → 五月台七丁目 → 五月台五丁目 → 五月台六丁目 → 五月台四丁目 → 五月台三丁目 → センター前 → 中山台一丁目 → 阪急中山観音駅（北口）
  - ニュータウン内を50系統の逆回りとなる「桜台先回り」で循環する系統で、土休日の早朝に3本運行される。
- 68系統：阪急中山観音駅（北口） → 中山台一丁目 → 桜台一丁目 → 桜台四丁目 → 五月台六丁目 → 五月台四丁目 → 五月台三丁目 → センター前 → 中山台一丁目 → 阪急中山観音駅（北口）
  - 65系統と同じ「桜台先回り」の循環系統だが、桜台四丁目 → 五月台六丁目間を桜台六丁目・五月台七丁目・五月台五丁目は経由しないルートでショートカットして速達性を高めた系統。平日の早朝〜朝ラッシュ時に8本運行。

#### 山手四丁目系統
どの系統も中山台一丁目経由便より本数は多いが、ニュータウン内 → 阪急中山観音駅（南口）行きのうち、150系統の夕方以降の一部便と165・167系統はJR中山寺駅（北口）を経由しない。経由しない便でJR中山寺駅へ行きたい場合は、国道中筋から徒歩で向かうことになる。なお、165・167系統は、ニュータウン内方面行きもJR中山寺駅（北口）を経由しない。
- 150系統：阪急中山観音駅（南口） → JR中山寺駅（北口） → 山手四丁目 → センター前 → 五月台三丁目 → 五月台四丁目 → [経路 2]五月台六丁目 → 五月台五丁目 → 五月台七丁目 → 桜台六丁目 → 桜台四丁目 → 桜台一丁目 → センター前 → 山手四丁目 → 国道中筋 → JR中山寺駅（北口）[経路 3] → 阪急中山観音駅（南口）
  - 全線通しの便は朝方から日中にかけて1時間に2本ずつ運行されている。それに加えて、後述する186系統からの直通便が日中1時間に1本ある。直通便は終日運行され、平日・土休日ともに深夜バスも存在する。
  - 50系統とは山手四丁目を経由する点を除き同一。
- 165系統：阪急中山観音駅（南口） → 山手四丁目 → センター前 → 桜台一丁目 → 桜台四丁目 → 桜台六丁目 → 五月台七丁目 → 五月台五丁目 → 五月台六丁目 → 五月台四丁目 → 五月台三丁目 → センター前 → 山手四丁目 → 国道中筋 → 阪急中山観音駅（南口）
  - 早朝〜朝ラッシュ時に平日4本・土休日7本運行される。
  - 65系統とは山手四丁目を経由する点を除き同一。
- 167系統：阪急中山観音駅（南口） → 山手四丁目 → センター前 → 桜台一丁目 → 桜台四丁目 → 桜台六丁目 → 五月台七丁目 → 五月台五丁目 → 五月台三丁目 → センター前 → 山手四丁目 → 国道中筋 → 阪急中山観音駅（南口）
  - 五月台五丁目 → 五月台三丁目間を別ルートでショートカットする系統で、68系統の補完の役割も持つ。平日の早朝〜朝ラッシュ時に運行。

#### 宝塚山手台系統
旧・宝塚山手台線に当たる系統。2022年4月30日改正時に84系統の経路が変更され、現在の体制になった。いずれも日中1時間に1本ずつ運行される。
阪急山本駅では1のりばから発車。
- 84系統：阪急山本駅 → 宝塚山手台中央 → 宝塚山手台三丁目 → 山手台芝桜公園前 → 宝塚山手台東三丁目 → 宝塚山手台中央 → 阪急山本駅
  - 山手台東地区の造成に伴い設定された系統。設定当初は、芝桜公園前 → 宝塚山手台北公園前 という経路で運行されていた。2022年4月30日改正時に「宝塚山手台東三丁目」「宝塚山手台東四丁目」「宝塚さくらの丘公園前」の各停留所が新設されたのに伴い、現在の経路に変更された。
  - 朝に山手台東五丁目始発便、日中に山本駅を出て山本駅に戻る循環便、夕方以降に宝塚山手台東三丁目で終着とする便が40〜60分間隔で運行されている。
- 85系統：阪急山本駅 → 宝塚山手台中央 → 宝塚山手台三丁目 → 宝塚山手台四丁目 → 五月台四丁目 → 五月台五丁目 → 五月台六丁目 → 宝塚山手台四丁目 → 宝塚山手台三丁目 → 宝塚山手台中央 → 阪急山本駅
  - もともとの宝塚山手台線に当たる系統で、現在も終日に渡って運行されている。平日は、早朝に五月台四丁目 または宝塚山手台四丁目始発便、朝ラッシュ〜日中に山本駅を出て山本駅に戻る循環便、夕方以降に五月台六丁目または宝塚山手台四丁目で終着とする便が運行されている。土休日は、朝の五月台四丁目始発1本・宝塚山手台四丁目始発3本以外は、すべて循環便が運行されている。
- 86系統：阪急中山観音駅（南口） → JR中山寺駅（北口）[経路 4] → 山手四丁目 → センター前 → 桜台一丁目 → 桜台四丁目 → 桜台六丁目 → 五月台七丁目 → 五月台五丁目 → 五月台六丁目 → 宝塚山手台四丁目 → 宝塚山手台三丁目 → 宝塚山手台中央 → 阪急山本駅
  - 2017年3月1日改正時に新設された系統で、朝ラッシュが終わった8時台以降に運行される。
  - 平日・土休日ともに最終便は深夜バスで、阪急山本駅の1つ手前の宝塚山手台一丁目で終点としている。
- 186系統：阪急山本駅 → 宝塚山手台中央 → 宝塚山手台三丁目 → 宝塚山手台四丁目 → 五月台六丁目＜→150系統に変更して中山観音駅方面へ＞
  - 86系統同様、2017年3月1日改正時に新設された系統で、朝ラッシュが終わった8時台以降に運行される。
  - 五月台六丁目から150系統に変更され、ニュータウン内へ引き続き運行される。JR中山寺駅（北口）は一部便のみが経由する。
  - 186→150系統の深夜バスは、23時台の平日2本・土休日1本が対象で、中山観音駅方面へは行かず、手前のセンター前で終点としている。

### 武庫川新橋線
2002年9月に沿線住民・約5500人からの署名を集めて実現した、宝塚市からの請願路線。中山寺駅から武庫川新橋（都市計画道路宝塚池田線）を経由して、仁川駅との間を連絡している。
2005年4月4日より、2年間の実験運行という名目で運行を開始した。開始当初は区間便も含み平日6往復、土曜・休日4往復だったが、2006年2月に沿線住民に行ったアンケート調査を元に、同年5月9日の改正より平日において区間便も含め12往復に増便され、平日の朝・夜および土休日に病院前を経由しない91系統を、平日の日中には病院前を経由する90系統（現在は廃止）を運行していた。
その後、沿線にある企業従業員や住民などで新たな需要が発生したことから、2008年3月末まで期間を1年間延長し3年間の試行運転を行った。利用者数は上昇傾向にあるものの、路線としては採算性を見込めるものではないとして、2008年4月に減便を実施。現在は仁川循環線の出入庫路線として、全通便と区間便が1往復ずつのみ運行されている。
宝塚市内線の一部として分類されることもある。なお、路線系統図は宝塚営業所のものとは別に当路線単独のものが作られている。
- 91系統：JR中山寺駅（南口） - 宝塚営業所前 - 安倉中三丁目 - 中野住宅前 - 西野団地前 - 高司二丁目 - 阪急仁川駅
  - 中山寺駅発または安倉北小学校前発が朝に、営業所前・中山寺駅行きが平日の夜・土休日の夕方に運行される。区間便は80系統などと同様の理由で、夜は営業所前が終着、朝は安倉北小学校前が始発となる。
  - 減便前は西野団地前 → JR中山寺の便も運行されていた。

### 長尾山霊園線
宝塚市営長尾山霊園・同市営火葬場・宝塚長尾山ペット霊園へのアクセス路線で、旧・西谷出張所からの移管路線。毎月第4日曜日のみ運行されるが、春・秋のお彼岸・お盆期間には、別途臨時便が運行される。
この路線のみ、初乗り170円の距離制運賃である。
- 30系統：宝塚駅 - 生瀬橋東詰 - 長尾山霊園口 - 長尾山霊園
  - 上記の停留所にのみ停車。後述のすみれ墓苑線とは違い、途中の2停留所は乗降ともに可能となっており、運賃の支払いも現金・ICカード[注 16]ともに利用可となっている。

### 宝塚すみれ墓苑線
宝塚市立宝塚すみれ墓苑の墓参者向けに運行している路線。彼岸・盆時期に4往復運行され、このうち1往復は、毎月第1・第3日曜日と12月30日にも追加で運行される。阪急田園バス→西谷出張所が閉鎖される前までは、同出張所が追加運行便を、宝塚営業所は彼岸・盆時期のみの便を担当していた。
彼岸・盆時期の運行日は年によって異なり、宝塚すみれ墓苑の公式サイトなどで告示される。また、運賃の支払い方法は現金のみである。
- 阪急山本駅 - 宝塚山手台四丁目 - 西谷夢プラザ - 宝塚すみれ墓苑管理事務所前 - 宝塚すみれ墓苑中央
  - 上記の停留所にのみ停車。クローズドドアシステムが採用されており、宝塚山手台四丁目・西谷夢プラザでは墓苑行きは乗車のみ、山本駅行きは降車のみ取り扱われる。

### 清荒神線
宝塚と清荒神清澄寺の駐車場との間を途中無停車で結ぶ路線で、2009年2月1日より運行を開始した。系統番号の設定はなく、各種定期券や企画乗車券も使用できない。
この区間は毎年初めの初詣時期に臨時便として運行されていたが、この系統はそれ以外の2月から12月の日曜・休日用で、6往復が運行されている。臨時便とは違い、宝塚市内線には含まれていない。
- 宝塚 - 清荒神清澄寺[注 11]

### 仁川循環線
宝塚市の高台にある地域の交通対策として宝塚市から車両購入補助などを受ける形で2002年に開設された路線の一つ。狭隘路を通るため、専用のマイクロバスを使用する。路線系統図は、宝塚営業所のものとは別に当路線単独のものが作られている。
2022年4月30日の改正で、運行ダイヤの区分が「平日・土曜日」「日祝」から「平日」「土休日」に変更された。両系統ともに、18時台以降は平日のみ運行される。
- 仁川高丸系統：阪急仁川駅 → イエズス修道会前 → 仁川高丸1丁目 → 仁川植物園前 → 仁川高丸3丁目 → イエズス修道会前 → 阪急仁川駅
  - 仁川駅から西方向にある、同市仁川高丸・仁川高台・仁川旭ガ丘・仁川月見ガ丘へのアクセス系統。日中は30分間隔で運行されている。
- 仁川台系統：阪急仁川駅 → 仁川台中 → 仁川台北 → 仁川うぐいす台口 → 仁川団地前 → 仁川小学校前 → 阪急仁川駅
  - 同駅から北西方向にある、同市仁川台・仁川団地・仁川うぐいす台・仁川清風台へのアクセス系統。本数は高丸系統より少なく、日中は60分間隔で運行される。

### 売布循環線
仁川循環線と同様に高台の交通対策として開設された路線で、こちらも専用のマイクロバスを使用する。路線系統図は、仁川循環線と同様に当路線単独のものが作られている。
2022年4月30日改正時に、売布きよしガ丘系統と泉ガ丘系統が統合されるとともに、阪急中山観音駅・宝塚市立病院（玄関前）への系統が新設された。また、同日に、運行ダイヤの区分が「平日・土曜日」「日祝」から「平日」「土休日」に変更された。
阪急売布神社駅を起終点とする循環系統を基本に、宝塚市内線の過去の系統を一部統合した経路も存在する。
- 宝塚市立病院（玄関前） → 宝塚営業所前 → 阪急中山観音駅（南口） → 阪急売布神社駅 → 売布ガ丘北 → 売布きよしガ丘中央公園 → 泉ガ丘北 → [経路 5]
  - 起点・終点ともに売布神社駅とする便は当路線の基本系統で、11時台以降の日中〜夕方に運行される。売布神社駅18時台以降の3本は、平日のみ運行。
  - 売布神社以遠発着便は循環線と市内線の旧・79系統[注 18]の一部が統合されたもの。
  - 病院方面 → 売布神社 → 循環 → 売布神社の系統については平日は病院玄関前発5本、土休日は営業所前発3本が運行される。
  - 売布神社 → 循環 → 病院方面については平日は病院玄関前まで4本、土休日は営業所前止まりで3本運行される。他に営業所からの出庫の関係で、平日の始発便のみ宝塚営業所前始発で運行される。これらは循環後の阪急売布神社駅は経由しない。

## 過去の担当路線
現在地に移転する前は、有馬線の一部も担当していた。

### 宝塚川西線
2017年9月1日より、空港宝塚線の昼間時の運行を置き換えて川西バスターミナルへ乗り入れる系統を新設。平日は92系統として宝塚市立病院の玄関前経由として運行開始。2022年4月30日の改編をもって廃止した（平日日中は宝塚市内線81系統を運行）。
- 92系統：宝塚 - 宝塚市立病院前（玄関前） - 野里 - 上加茂 - 阪急川西能勢口駅
  - 平日のみ。
- 93系統：宝塚 - 宝塚市立病院前（国道上） - 野里 - 上加茂 - 阪急川西能勢口駅
  - 土休日のみ。病院玄関前には乗り入れない。

### 空港宝塚線
宝塚駅と大阪国際空港のシャトルバス系統で、この区間を25〜30分で結んでいた。
運行休止状態であった宝塚空港線（旧・81系統）を石橋営業所から移管の上、1999年7月22日〜8月31日の夏休み期間限定で復活。これが好評だったため運行期間を延長し、さらに2000年4月の改正時に定期路線化された。ただし途中で国道176号バイパスの高架上を走行するルートに変更されたため、一部の経由停留所が休止前とは異なる。
2017年9月1日改正より朝夕のみ運行に減便の上、系統番号を90番とした。
運転士の不足を理由に、2023年11月5日をもって路線廃止。
- 90系統：宝塚駅 - 安倉中三丁目 - 野里 - 大阪国際空港
  - 2017年9月1日改正までは、系統番号の設定はなかった。
  - 前述の通り、朝夕のみ運行。

### 西宮名塩ニュータウン線
山口営業所による単独運行であったが、2013年6月1日からの一時期のみ宝塚営業所と共同運行となっていた。
- 53系統：JR西宮名塩駅 - 東山台四丁目

### 武田尾線
JR武田尾駅を起点に宝塚市北部の西谷地区を運行するローカル路線。2021年3月31日をもって西谷自動車→阪急田園バスから継承した西谷出張所が廃止され、4月1日より宝塚営業所管轄となった。その際に、三田駅および宝塚駅発着の路線（東部三田線および宝塚線）が廃止、利用者の少なかった一部区間の短縮、系統番号の変更といった再編を行った。2022年4月1日より上佐曽利 - 日生中央駅間の31系統新設に合わせて、猪名川営業所へ再度移管された。
- 1系統：上佐曽利 → 宝持ケ鼻 → 東部 → 東部南口 → 大東[注 21] → 西谷小学校前 → 東部 → 東部南口 → 西谷夢プラザ → 玉瀬 → 切畑 → JR武田尾駅
- 2系統：JR武田尾駅 - 玉瀬辻 - 玉瀬 - 西谷夢プラザ - 大東 - 西谷小学校前 - 大東 - 東部南口 - 東部 - 宝持ケ鼻 - 上佐曽利
- 3系統：JR武田尾駅 - 玉瀬辻 - 玉瀬 - 西谷夢プラザ - 大東 - 西谷小学校前 - 大東 - 東部南口 - 東部 - 長谷公民館前 - 宝持ケ鼻 - 上佐曽利
- 4系統：JR武田尾駅 - 玉瀬辻 - 玉瀬 - 西谷夢プラザ - 東部南口 - 東部 - 長谷公民館前 - 宝持ケ鼻 - 上佐曽利
- 5系統：西谷小学校前 → 宝地ケ鼻 → 上佐曽利
- 10系統：JR武田尾駅 - 玉瀬辻 - 玉瀬 - 西谷夢プラザ - 東部南口 - 東部 - 西谷小学校前 - 宝山坂 - 波豆
- 11系統：JR武田尾駅 - 切畑 - 玉瀬 - 西谷夢プラザ - 東部南口 - 東部 - 西谷小学校前 - 宝山坂 - 波豆

## 車両
2020年6月現在、66台が在籍（西谷出張所には別途6台在籍していた）。
かつては大型車・中型車とも三菱ふそう製が中心だったが、大型車は1988年よりいすゞ製も導入され、1990年代は芦屋浜営業所・山口営業所とともに相当数が在籍した。現在は日野製の導入もあり、多様化の傾向にある。
中型車も2000年以降、他の営業所と同様に日産ディーゼル（現・UDトラックス）製が導入されている。また、阪急バスでは初のノンステップ車を導入したことをきっかけに、宝塚市からの補助を受けながら、さらにノンステップ車の導入を続けている。
上述の通り、仁川循環線と売布循環線は小型バス（三菱ふそう・ローザ）を使用する。